# Багаева, Назират Константиновна
Назират Константиновна Багаева (1937—1985) — доярка колхоза «Дружба» Пригородного района Северо-Осетинской АССР, Герой Социалистического Труда (1967).

## Биография
В 1952 году окончила среднюю школу.
В 1953 году переселилась из Южной Осетии в Северную Осетию, где она начала свою трудовую деятельность в колхозе «Дружба» с. Сунжа Пригородного района. В 1957 году начала работать в полеводческой бригаде, через год перевелась в молочно-товарную ферму колхоза «Дружба», где она показала себя с положительной стороны и в 1958 году решением Обкома комсомола ей было присвоено имя «Лучшая молодая доярка республики». За достигнутые успехи в работе многократно избиралась членом правления колхоза, райкома.
В 1967 году Багаевой Назират была вручена золотая звезда «Героя Социалистического Труда» и Орден Ленина.
В 1967 году она избирается депутатом Верховного Совета СОАССР, делегатом Съезда колхозников в г. Москве, делегатом Съезда женщин СОАССР. По решению правления колхоза её назначают заведующей птицефермой, через некоторое время заведующей СТФ.
Депутат Верховного Совета СССР VIII созыва (1970—1974 годы).
В 1972 году вышла замуж в с. Ногир и продолжала работу в колхозе им. Калинина, в 1977 году переведена на откормочную базу в г. Орджоникидзе.
Участник ВДНХ, где была награждена медалью «За достигнутые успехи».